# 47ª Brigata artiglieria
La 47ª Brigata autonoma artiglieria (in ucraino 47-ма окрема артилерійська бригада?, 47-ma okrema artylerijs'ka bryhada, unità militare A7113) è un'unità di artiglieria delle Forze terrestri ucraine, subordinata al Comando operativo "Est" e con base a Charkiv.

## Storia
La brigata è stata creata il 19 ottobre 2022, venendo addestrata all'estero durante l'autunno. A partire da gennaio 2023 è stata schierata vicino al confine russo nell'oblast' di Charkiv. È entrata in azione per la prima volta all'inizio di giugno 2023, colpendo posizioni russe nel settore a sud di Velyka Novosilka in sostegno ai contrattacchi condotti dalla 37ª Brigata fanteria di marina, concentrandosi in particolare nel fuoco di controbatteria. Ad agosto ha continuato a operare nell'oblast' di Zaporižžja, nell'area a sudest di Orichiv. Nel corso dell'anno ha inoltre svolto missioni di combattimento nelle regioni di Sumy e Cherson, mentre all'inizio del 2024 ha operato durante la battaglia di Avdiïvka, rimanendo schierata nel settore anche nei mesi successivi alla caduta della città, colpendo le posizioni russe nel saliente di Očeretyne. A maggio, in seguito alla nuova offensiva russa nella regione di Charkiv, è stata trasferita a difesa del settore di Vovčans'k.

## Struttura
- Comando di brigata[9]
- 1º Battaglione artiglieria
- 2º Battaglione artiglieria
- 3º Battaglione artiglieria
- 4º Battaglione artiglieria
- Battaglione artiglieria controcarri
- Battaglione acquisizione obiettivi
- Compagnia genio
- Compagnia manutenzione
- Compagnia logistica
- Compagnia comunicazioni
- Compagnia radar
- Compagnia difesa NBC
- Compagnia medica

## Simboli
Lo stemma della brigata rappresenta una croce dorata su fondo rosso, i colori delle forze missilistiche e di artiglieria dell'Ucraina. L'oro simboleggia potere, forza e lealtà, mentre il rosso valore e coraggio. La croce, formata da quattro cannoni, richiama il mirino della griglia di puntamento ottica; è accompagnata da quattro proiettili d'artiglieria, i quali simboleggiano i quattro battaglioni che compongono l'unità.